# 玉新街道 (阜新市)
西苑街道，是中华人民共和国辽宁省阜新市细河区下辖的一个乡镇级行政单位。

## 行政区划
西苑街道下辖以下地区：
沙海社区、尹城社区、开发社区、金地社区、新都社区、下洼子村和碱巴拉荒村。